# Планирующая торпеда «Сименс»
Планирующая торпеда фирмы «Сименс» — управляемая планирующая торпеда, разработанная императорскими военно-морскими силами Германии в конце Первой Мировой Войны. Предназначалась для сброса с цеппелинов по военным кораблям противника с расстояния вне радиуса действия корабельной ПВО. Представляла собой один из первых когда-либо созданных видов телеуправляемого авиационного оружия. Испытывалась в 1917—1918, но из-за окончания войны разработка не была доведена до конца.

## История
Ещё в октябре 1914 года, доктор Вильгельм фон Сименс предложил идею сброса с летящего дирижабля планера, несущего небольшую торпеду. Приводняясь, планёр должен был высвобождать торпеду, и она устремлялась бы к кораблю противника. Управление же планером в полёте предполагалось осуществлять по проводам, с борта дирижабля-носителя.
Идея весьма заинтересовала Петера Штрассера, главу флотского дивизиона Воздушных Кораблей. Первый опыт применения цеппелинов показал, что точное поражение с них авиабомбой сравнительно небольшого объекта (вроде военного корабля) весьма маловероятно ввиду примитивности прицельных приспособлений того времени. Кроме того, дирижабли днём были очень уязвимы для зенитного обстрела. С другой стороны, лётные качества дирижаблей (особенно радиус действия и грузоподъёмность) далеко превосходили характеристики лучших аэропланов того времени: дирижабли могли сутками патрулировать над Северным Морем, обнаруживая корабли противника.
Флот уже имел опыт удачного взаимодействия дирижаблей с кораблями. Но флоту хотелось также использовать дирижабли для актуального воздействия на судоходство Антанты и для нападения на британские военные корабли, а не только для патрулирования и слежения за вражескими эскадрами.
Разработка планирующей торпеды, позволяющей дирижаблю атаковать корабль противника с безопасной дистанции, не входя в радиус действия его зениток, могла эффективно решить проблему. Поэтому флот заинтересовался работами доктора Сименса и активно участвовал в них.

## Конструкция
Планирующая торпеда «Сименс» представляла собой обычную флотскую 35-сантиметровую торпеду, подвешенную под деревянным фюзеляжем с бипланной либо монопланной (в зависимости от модели) конструкцией крыла. В центре правая и левая части крыла соединялись шарниром, торпеда удерживалась под крылом с помощью деревянных «клещей», обхватывающих её корпус. При касании торпедой воды, механическое устройство размыкало удерживающую «клещи» защёлку, планёр торпеды складывался и торпеда просто выпадала в воду.
Управление торпедой осуществлялось с помощью длинного тонкого провода, длиной около 8 км. С помощью него, оператор на борту цеппелина передавал команды электрическим исполнительным механизмам на борту торпеды, удерживая её на курсе. Система исполнительных механизмов была аналогична используемым на радиоуправляемых катерах FL, ранее разрабатываемым фирмой «Сименс»

## Испытания
Работы над планирующей торпедой начались в 1915 году с испытания множества аэродинамических моделей. Аэродинамика торпеды отрабатывалась как в аэродинамических трубах, так и на актуальных сбросах с цеппелинов флота. Были испробованы несколько десятков разных конструкций: монопланное, бипланное, трипланное крыло и даже тандемная бипланная схема.
Итоговая версия торпеды, разработанная в 1917 году, имела бипланное крыло и общий вес порядка 2200 фунтов. Экспериментальные сбросы были выполнены с лета 1917 года на воздушных кораблях Z-XII, L-35 и PL-25. Общим счётом, 75 лётных испытаний было проведено с лета 1917 года.
В апреле 1918 года, во время одного из лётных испытаний, корпус торпеды, подвешенной под цеппелином, внезапно раскрылся, и торпеда выпала из него. Дальнейшие испытания были приостановлены до прояснения ситуации (авария боевой торпеды при подвеске в ангаре, рядом с наполненным водородом кораблём, могла иметь катастрофические последствия). Только летом 1918 удалось обнаружить и устранить дефект механизма защёлки, и в августе 1918 года испытания были возобновлены.
Наиболее удачный тест был проведён 2 августа 1918 года. Запущенная с высоты 2000 метров торпеда управляемо пропланировала приблизительно 7,4 километров, достигнув цели спустя 4 минуты после пуска. Но в цель торпеда не попала, выполнив перелёт. Оператор попытался развернуть торпеду обратно и всё-таки поразить цель, но из-за разворота, управляющий кабель запутался вокруг крыла торпеды и аппарат упал в воду.
Тем не менее, флот счёл программу вполне успешной. Готовилось массированное применение торпед как с воздушных кораблей (против транспортных конвоев в Атлантике) так и с тяжёлых самолётов серии «R» по боевым кораблям в британских портах и в море. Около 100 воздушных торпед было изготовлено, но прежде чем они успели быть использованы, война закончилась.